# آزمایشگاه لینکلن ام‌آی‌تی
آزمایشگاه لینکلن ام‌آی‌تی (به انگلیسی: MIT Lincoln Laboratory) واقع در لکسینگتون، ماساچوست، یک مؤسسهٔ پژوهشی برای تحقیق و توسعه وابسته به وزارت دفاع ایالات متحده آمریکا است که برای به‌کارگیری فناوری‌های پیشرفته در مواجهه با مسائل امنیت ملی ایجاد شده‌است. این مؤسسه پژوهشی توسط دانشگاه ام‌آی‌تی گردانده می‌شود. فعالیت‌های تحقیق و توسعه در توسعهٔ فناوری بلندمدت و همچنین نمونه‌سازی سامانه سریع و نمایش آن تمرکز می‌کند. این تلاش‌ها در ردیف مأموریت‌های کلیدی قرار دارند. این آزمایشگاه با صنایع مربوط برای انتقال سریع مفاهیم و تکنولوژی جدید برای توسعهٔ سامانه‌ها و استقرار آن‌ها همکاری می‌کند.